# Elizabeth Gray Vining
Elizabeth Janet Gray Vining (6 tháng 10 năm 1902 – 27 tháng 11 năm 1999) là một chuyên viên thư viện người Mỹ và là gia sư dạy Nhật Hoàng Akihito của Nhật Bản khi ông còn là thái tử. Bà là tác giả của cuốn Adam of the Road nhận được giải Newbey Medal năm 1943.

## Thời niên thiếu và giáo dục
Elizabeth Janet Gray sinh ở Philadelphia, Pennsylvania vào tháng 10 năm 1902. Bà tốt nghiệp trường Germantown Friends và nhận được bằng AB của trường cao đẳng Bryn Mawr.
Năm 1926, bà lấy bằng thạc sĩ khoa học thư viện từ Viện Drexel và trở thành thủ thư ở Đại học North Carolina tại Chapel Hill:1000. Bà kết hôn với Morgan Fisher Vining, phó giám đốc của bộ phận khuyến nông của UNC vào năm 1929. Cuộc hôn nhân kết thúc vào năm 1933 khi chồng bà qua đời trong một tai nạn ô tô ở thành phố New York, còn bà bị thương nặng. Trong thời gian nghỉ dưỡng, bà chuyển sang đức tin Quaker.
Vining sớm được biết đến như một tác giả, chủ yếu là sách thiếu nhi, và được trao tặng Huân chương Newbery năm 1943 cho tác phẩm Adam of the Road. Bà đã xuất bản mười một cuốn sách vào cuối Thế chiến II.